# Bruxelles-Ingooigem 1995
La Bruxelles-Ingooigem 1995, quarantottesima edizione della corsa, si svolse il 14 giugno. Fu vinta dal belga Frank Corvers della squadra Lotto-Isoglass davanti ai connazionali Eric De Clercq e Pascal Elaut.

## Ordine d'arrivo (Top 10)
| Pos. | Corridore               | Squadra            | Tempo    |
| ---- | ----------------------- | ------------------ | -------- |
| 1    | Frank Corvers           | Lotto-Isoglass     | 4h29'00" |
| 2    | Eric De Clercq          | Collstrop-Lystex   | a 14"    |
| 3    | Pascal Elaut            | Zetelhallen-Ysco   | s.t.     |
| 4    | Michel Vanhaecke        | Collstrop-Lystex   | a 17"    |
| 5    | Marc Sergeant           | Lotto-Isoglass     | s.t.     |
| 6    | Michel Vermote          | Le Groupement      |          |
| 7    | Peter Van Petegem       | TVM-Gazelle        |          |
| 8    | Wilfried Nelissen       | Lotto-Isoglass     |          |
| 9    | Jean-Pierre Heynderickx | Collstrop-Lystec   |          |
| 10   | Franky Van Haesebroucke | Asfra-Orlans-Blaze |          |